# Mäekülä
Mäekülä (de ä op het eind wijst op een Võro-oorsprong van de naam) is een plaats in de Estlandse gemeente Võru vald, provincie Võrumaa. In 2021 telde de plaats 41 inwoners.
Mäekülä heeft de status van dorp (Estisch: küla, Võro: külä). Tot in oktober 2017 hoorde Mäekülä bij de gemeente Sõmerpalu. In die maand werd Sõmerpalu bij de gemeente Võru vald gevoegd.
De naam van het dorp betekent ‘dorp in het heuvelland’. De naam van het zuidelijke buurdorp Alakülä betekent ‘dorp in het vlakke land’.

## Ligging
De Põhimaantee 2, de hoofdweg van Tallinn via Tartu naar de grens met Rusland, vormt de grens met het buurdorp Osula en voor een deel ook de grens met Alakülä.

## Geschiedenis
Mäekülä ontstond uit een groepje boerderijen in het dorp Osula op het landgoed van Sommerpahlen (Sõmerpalu). In 1766 werd het landgoed gesplitst in vier delen. Het grondgebied van het latere Mäekülä viel nu onder het landgoed Jerwen (Järvere), dat in 1867 weer bij Sõmerpalu kwam. Mäekülä werd voor het eerst genoemd als zelfstandig dorp in 1926 onder de naam Järvere-Mäe. In 1937 heette het Järvere-Mäeküla, in 1970 Mäe-Järvere en pas vanaf 1997 Mäekülä.
Onder het dorp valt Tappoja, een vroegere veehouderij op het landgoed van Sommerpahlen. De Duitse naam voor Tappoja was Karlsberg of Carlsberg.